# Carl Wahrendorff
Carl Wahrendorff, född 27 mars 1762, död 23 juli 1831 i Stockholm, var en tysk riksfriherre och efter 1803 svensk adelsman. 

## Biografi

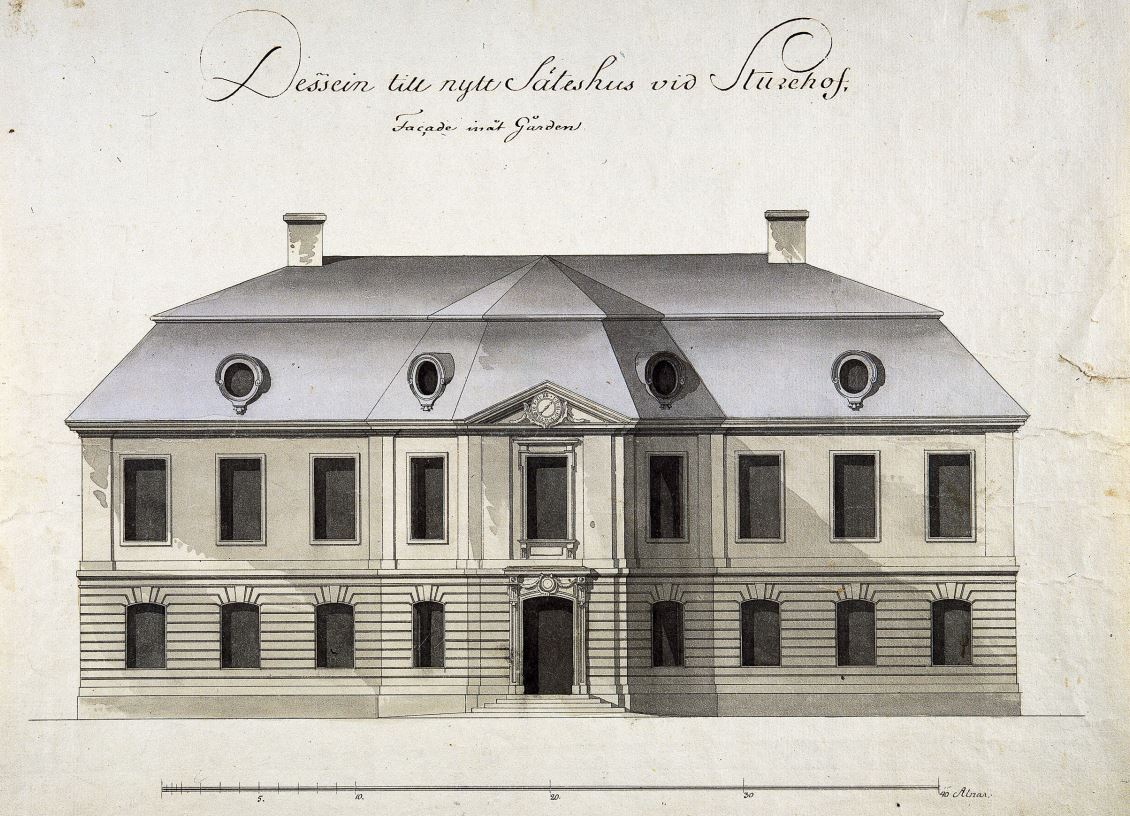
Sturehovs slott ägdes av Carl Wahrendorff åren 1790–1829.

Carl Wahrendorff var son till kommerseråd Joachim Daniel Wahrendorff (1726–1803) som på 1750-talet invandrade till Sverige från Tyskland och blev grosshandlare i Stockholm samt brukspatron vid bland annat Åkers styckebruk och Aspa bruk. Carl Wahrendorff studerade, liksom sin äldre broder Anders, två år i Edinburgh och ett år i Göttingen. Vid hemkomsten till Sverige ägnade han sig åt bruksrörelse och jordbruk. 1782 blev han auskultant i bergkollegiet. 
År 1783 övertog han Aspa bruk från sin far och utvidgade godset och dess bruksrörelse samt förbättrade egendomen genom att uppföra nya byggnader. Han lät bygga till mangården och anlägga parker, trädgårdar och nya vägar. Under hans tid byggdes bruket i Aspa ut med ämneshammare, spikhammare och manufakturverk med tillverkning av spik, liar och hästskor. År 1790 blev han efter Johan Liljencrantz ägare till Sturehovs slott i Botkyrka socken vilket han innehade till 1829.
År 1805 naturaliserades han som svenska adelsmän under namnet von Wahrendorff. Han var gift med Maria Elisabeth Hebbe, dotter till grosshandlaren Johan Fredrik Hebbe (1728–88) av släkten Hebbe. Paret hade två söner; Daniel Fredrik och Axel.